# Marius van Paassen
Marius van Paassen (Utrecht, 1952) is een Nederlands pianist en componist.

## Opleiding
Van Paassen kreeg zijn eerste pianolessen in zijn geboortestad. Hij studeerde aanvankelijk psychologie, filosofie en sociologie aan de Universiteit van Amsterdam, maar stapte over naar het Sweelinck Conservatorium om piano te studeren bij Hans Dercksen en later Willem Brons. Hij nam ook deel aan een cursus van Daniël Wayenberg, georganiseerd door de Nederlandse radio. Van Paassen studeerde cum laude af. Met een beurs kon hij verder studeren in West-Duitsland bij Hans Leygraf.

## Activiteiten
Van Paassen maakte zijn debuut in 1982 bij het Nederlands Studenten Orkest in het Concertgebouw in Amsterdam als solist in het eerste pianoconcert van Tsjaikovski. Hij speelde op festivals in Frankrijk (Consonances), Roemenië (George Enescu) en Nederland (NSDM, Nederlandse Muziekdagen, Cristofori / AVRO-pianofestival, Kamermuziek in het Groen). Hij werkte mee aan muziektheaterproducties van Louis Andriessen. Van Paassen was solist bij diverse symfonieorkesten in Nederland.
Het Wereld Natuur Fonds voerde een promotiecampagne, gebruikmakend van zijn eerste plaat The animal in 20th century piano-music. Van Paassen was initiator van het Anton Rubinstein project, bedoeld om het werk van de Russische componist Anton Rubinstein onder de aandacht te brengen. Hij maakte twee cd's en radio-opnames en gaf concerten van diens muziek in vele landen in Europa. In 1994, 100 jaar na diens dood, gaf hij een masterclass aan het Conservatorium van Sint-Petersburg dat door Rubinstein was opgericht. In 1996 wijdde hij de gerenoveerde Oude Zaal van de Tweede Kamer in met een compositie van Anton Rubinstein.  
Van Paassen is ook actief als componist. Een recital van zijn stukken in 1998 in de IJsbreker in Amsterdam werd opgenomen en uitgebracht op cd door de VPRO. Van Paassen maakte verder opnames voor de Nederlandse radio bij vrijwel alle omroepen. In 2014 verscheen de dubbel-cd Wonder, waarop hij eigen composities speelt.
Hij is hoofdvakdocent aan het ArtEZ Conservatorium in Enschede en geeft ook les aan zijn eigen ABC pianoschool in Amsterdam.

## Privé
Hoogleraar sociale geografie Chris van Paassen was zijn vader.